# Civil Aviation Authority of the Philippines
La Civil Aviation Authority of the Philippines (CAAP) è l'autorità filippina di regolamentazione tecnica, certificazione e vigilanza nel settore dell'aviazione civile sottoposta al controllo del Ministero dei Trasporti e delle Comunicazioni filippino. L'ente è stato istituito con decreto presidenziale nº 9497 del 4 marzo 2008, che rinomina in CAAP la precedente struttura Bureau of Air Transportation.
La sede dell'ente è a Pasay, Metro Manila, e ne è Direttore Generale il generale dell'Aeronautica Militare William K. Hotchkiss III, in carica dall'agosto 2012.